# Coșbuc, Bistrița-Năsăud
Coșbuc (mai demult Hordou, în maghiară Hordó, în trad. "Butoi") este satul de reședință al comunei cu același nume din județul Bistrița-Năsăud, Transilvania, România.

## Așezare
Localitatea Coșbuc este situată în lunca Sălăuței, la o altitudine de 340-420 m, la 8 km distanță față de localitatea Salva și 36 km  față de municipiul Bistrița.
Aici se găsește casa memorială a poetului George Coșbuc.

## Investiții
- Regularizarea râului Sălăuța pe raza localității
- Construirea unui nou sediu administrativ
- Canalizarea localității

## Evenimente locale
- Hramul bisericii (14 octombrie), Cuvioasa Paraschiva.
- Nunta Zamfirii

## Date economice
- Prelucrarea lemnului.
- Confecții textile.
- Depozit materiale de construcții.

## Personalități
- George Coșbuc (1866-1918), poet român.

## Galerie de imagini

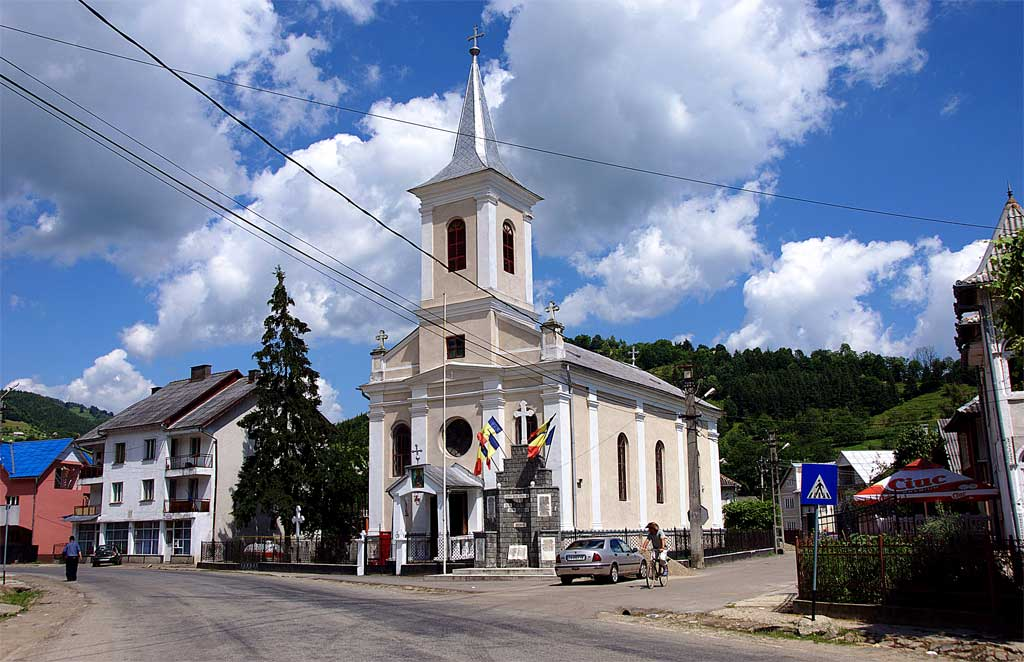
Biserica
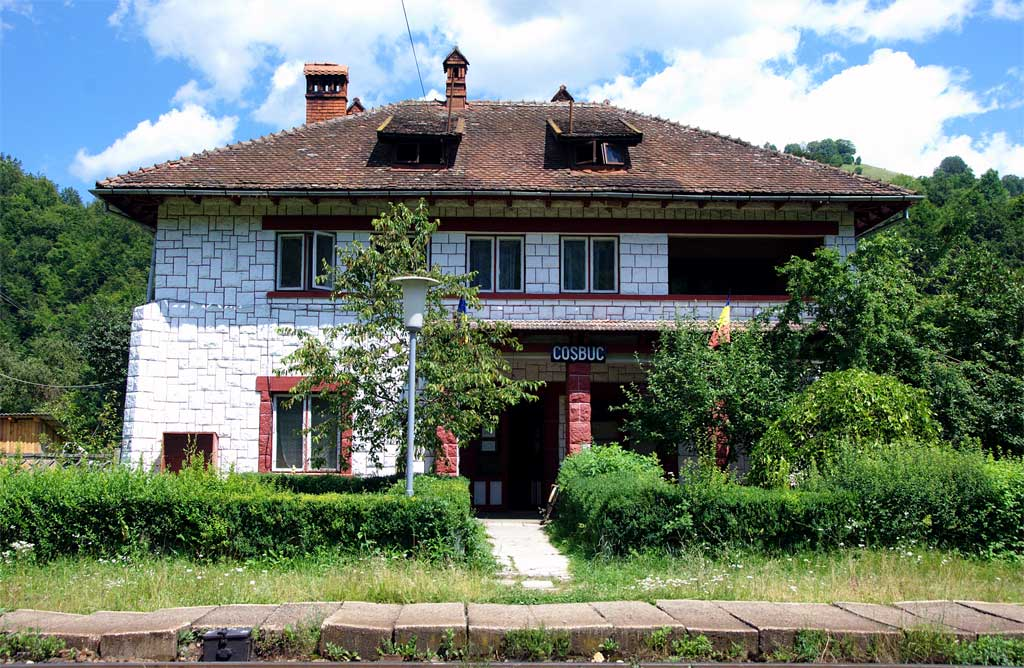
Gara
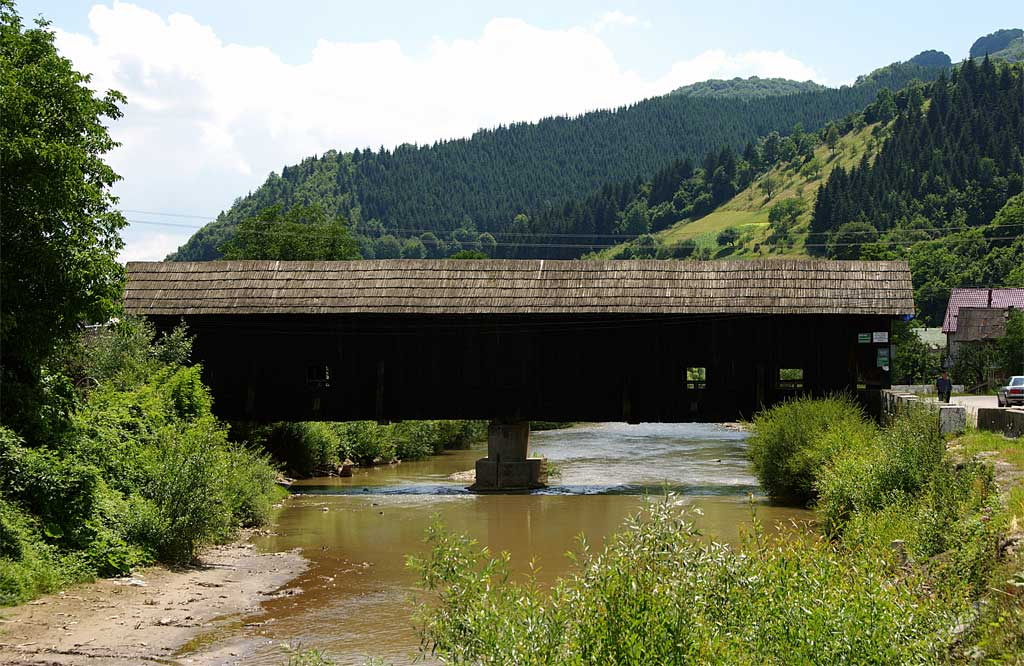
Podul de lemn peste râul Sălăuța
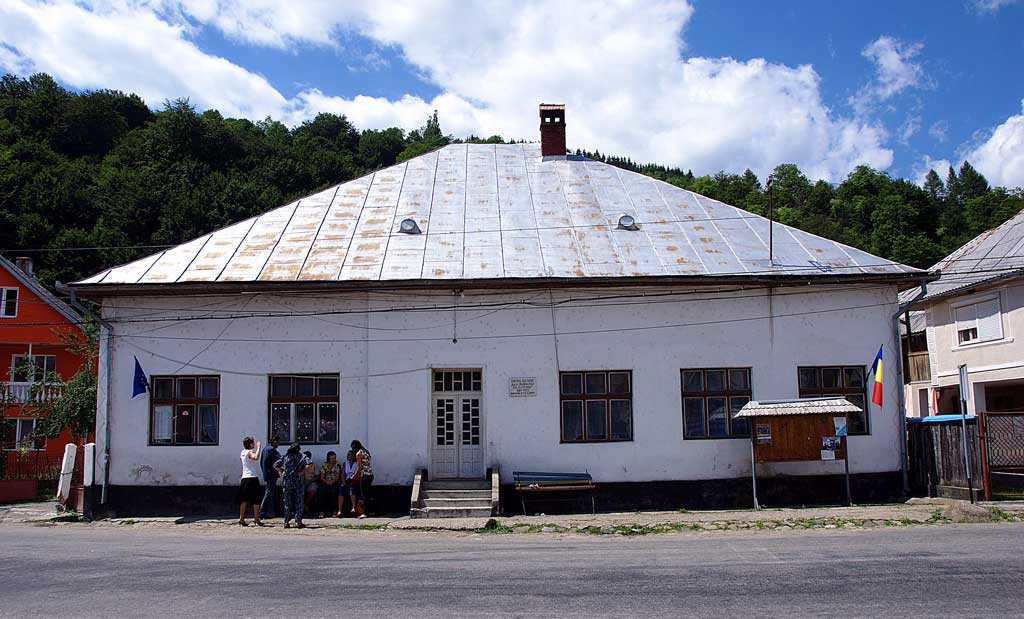
Centrul Cultural "Iuliu Bugnariu - Sălăuţeanu"